# Hundewagen

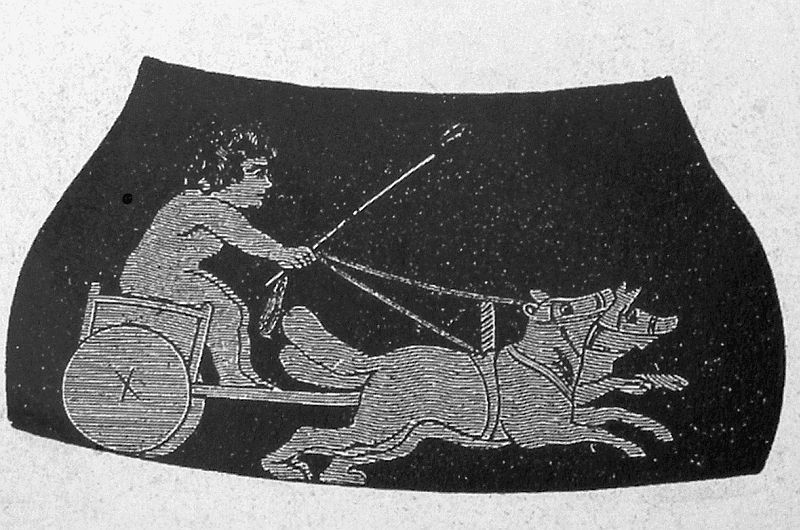
Hundekarren auf einer griechischen Vase

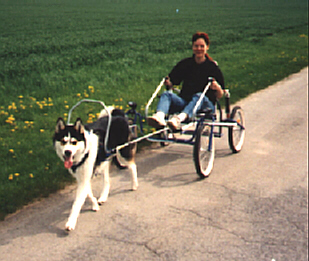
Wagen mit Zugbügel

Hundewagen oder Dogcarts sind heute im Bereich des Hundesports Sommer-Trainingswagen für Hunde. Sie sind mit gesunden, zugstarken, erwachsenen Hunden als Zugtier einsetzbar. In Wagenrennen oder Geschicklichkeitsparcours werden Hundewagen an den Start gebracht, wobei unterschiedliche Kategorien (mit einem oder mehreren Hunden) berücksichtigt werden und eine oder mehrere Personen transportiert werden können.
Bei einigen Wagen wird der Hund mit einem gepolsterten Zuggeschirr in einen Zugbügel eingespannt. Der Bügel gewährleistet, dass die Fahrtrichtung allein vom Fahrer bestimmt wird. Für untrainierte Hunde stellt dies einen Vorteil dar, da sie nicht auf Zuruf eigenständig die erwünschte Richtung einschlagen müssen. Werden die Hunde mit Leinen statt des Zugbügels vor einen Wagen gespannt, setzt dies voraus, dass ein Leithund die Zurufe des Fahrers (Musher) umsetzen kann. Die Wagen haben je nach Eignung für einen oder mehrere Hunde ein unterschiedliches Gewicht.

## Vorschriften für den Straßenverkehr in der Bundesrepublik Deutschland

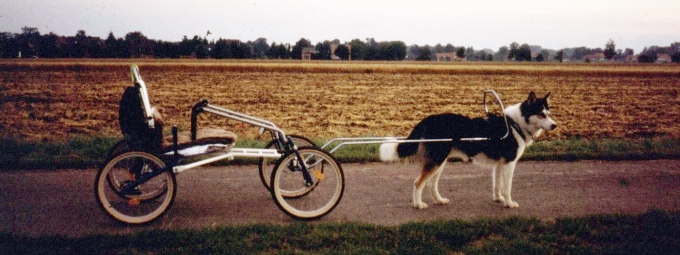
Sacco-Cart

Im Straßenverkehr ist der Hundewagen als Kutsche eingestuft und zugelassen und muss deshalb eine Klingel, Fahrzeugbeleuchtung und Bremse vorweisen. Dog-Carts sind Tierfuhrwerke, also auf der Straße und auf einem Feldweg ein Fahrzeug im Sinne des Gesetzes. Sie sind keinem Bewilligungsverfahren unterstellt, trotzdem gelten Anforderungen an die Betriebssicherheit. Bei einer Breite über einem Meter müssen auf beiden Seiten vorn je ein weißer Strahler, hinten je ein roter Rückstrahler angebracht sein, bei einer Breite unter einem Meter genügt ein einzelner Rückstrahler. Übersteigt das Gesamtgewicht 150 Kilogramm, ist eine Feststellbremse Vorschrift. Eine Fahrerlaubnis ist nicht erforderlich, aber ein geeigneter Führer, der mit dem Tier vertraut ist.

## Geschichte

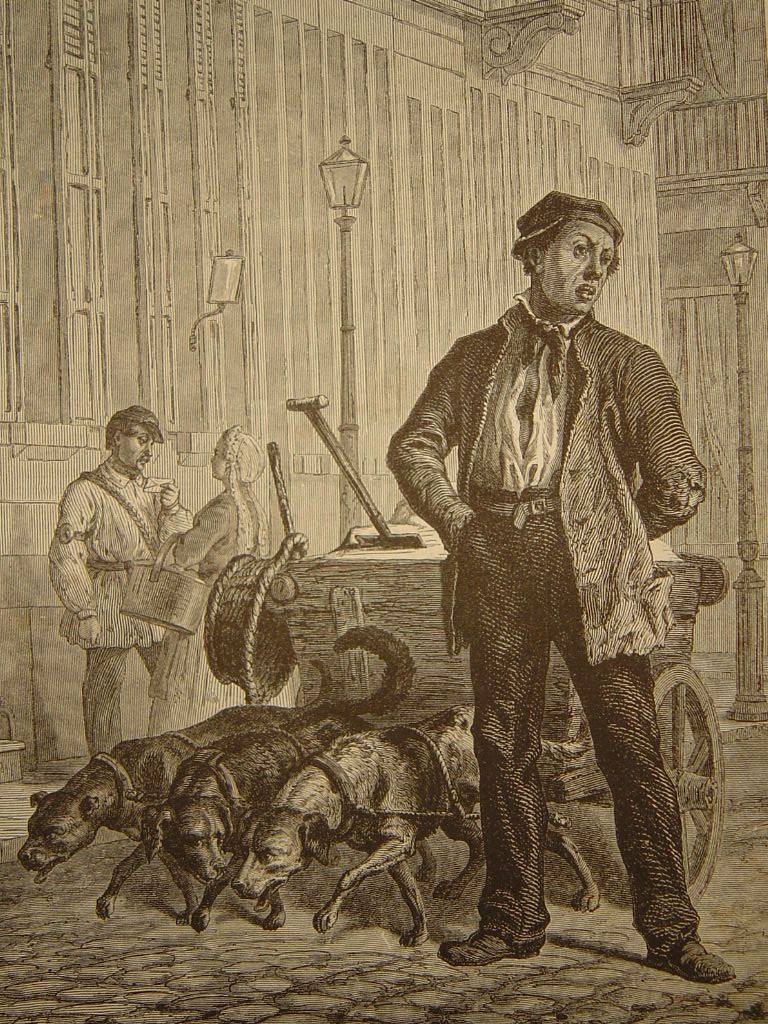
Sandverkäufer, Frankreich, Stich 1871

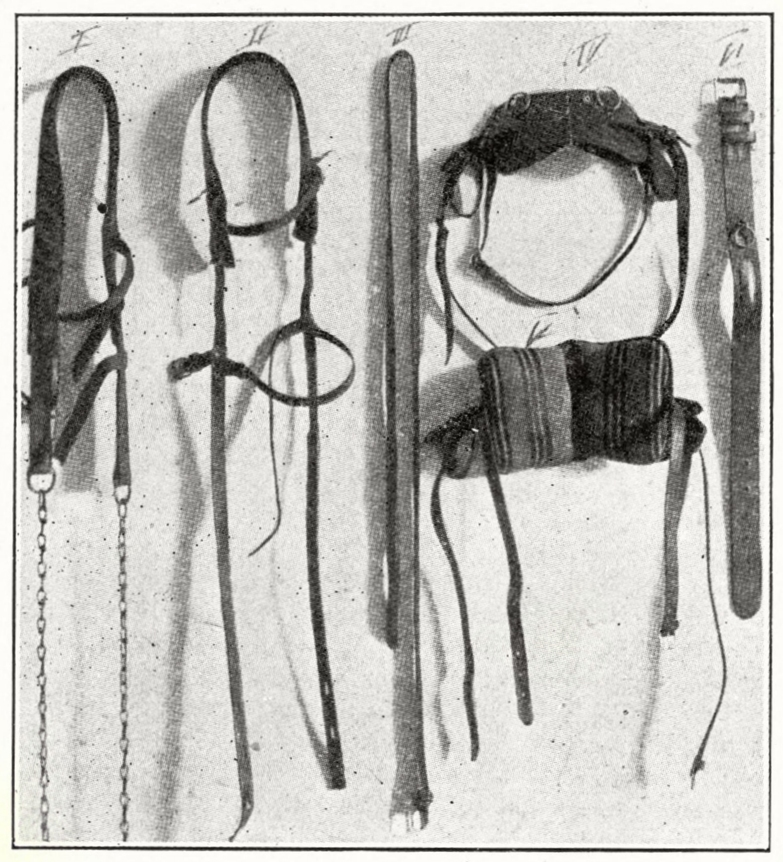
Hundegeschirre, 1915

Während Hundewagen heute auf den Gebieten Sport und Freizeit eingesetzt werden, waren sie vom Mittelalter bis in das 20. Jahrhundert hinein als Transportmittel gebräuchlich. In Deutschland kamen nach dem Zweiten Weltkrieg wiederum Hundewagen mit Zughunden zum Einsatz, da andere Transportmöglichkeiten nicht ausreichend verfügbar waren.
Um die Hunde nicht der Willkür des Gespannführers auszusetzen, wurden Gesetze erlassen. Danach war seit 23. April 1887 eine Bescheinigung des Königlichen Kreistierarztes über die Tauglichkeit des Hundes nachzuweisen, ohne welche die Ortspolizeibehörde den Erlaubnisschein nicht ausstellen durfte.
Das Einspannen musste den Hunden ermöglichen, sich beim Halten niederzulegen, außerdem war eine Unterlage und Decke zum Schutz vor Kälte und Nässe sowie ein Trinknapf mitzuführen. Zuwiderhandlungen wurden mit 30 Mark bis 60 Mark Strafe belegt oder bei wiederholter Nichtbeachtung die Erlaubnis entzogen.
Der Führer war verpflichtet, seinen Hunden unter schlechten Wegverhältnissen beim Ziehen zu helfen, das Sitzen auf dem Wagen war verboten und bedurfte einer Sondererlaubnis, die z. B. mit einer Körperbehinderung begründet war. Diese Sondererlaubnis wurde beispielsweise nicht erteilt, „… wenn er auf die Ortschaften geht und sich dort betrinkt, so daß ihn seine Frau damit abholen muß.“
Die einigermaßen absonderliche Idee einer Cynophère in Frankreich, einem dreirädrigen, durch Hunde in zwei Laufrädern angetriebenen Fahrzeug, setzte sich nicht durch.

## Pup-mobile Alaska

Pup-mobile (1912)
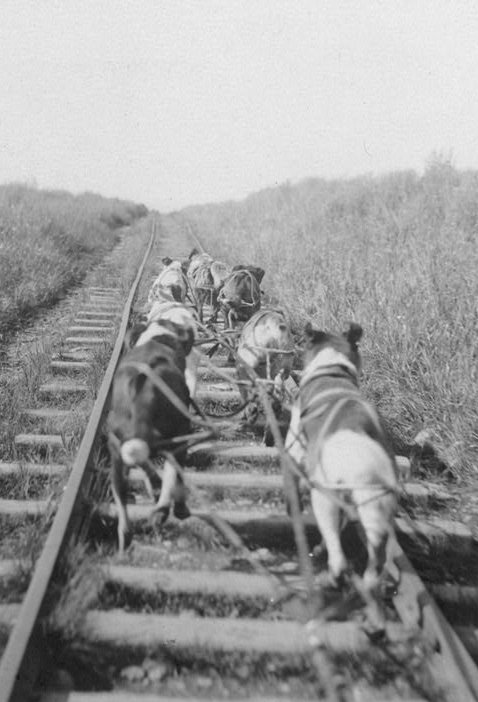
Bergauf
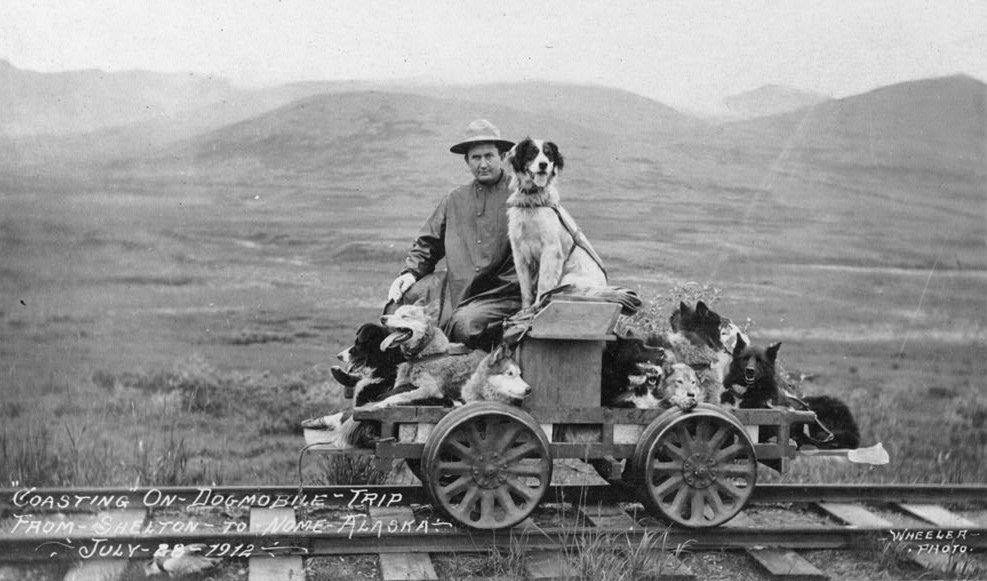
Bergab

Das Pup-mobile ist ein von einem Hundeteam gezogener Wagen, der Anfang 1900 als Schienenfahrzeug in Alaska zur Personenbeförderung eingesetzt wurde. Es wurde eingesetzt auf der Strecke zwischen Shelton und Nome. Frank G. Carpenter dokumentierte dies 1923 in seinem Buch Alaska – Our Northern Wonderland. Auf dem abschüssigen Teil der Strecke stiegen die Hunde auf den Wagen und fuhren mit.

## Dogcart
Der englische Begriff Dogcart wurde in der Frühzeit des Automobilbaus in England, Frankreich und Deutschland für einen kleinen, leichten, oft elektrisch betriebenen Wagentyp verwendet, der nicht mehr als eine Person, den Fahrer, transportieren sollte. Mit dem Modell CGA Dogcart errang der Belgier Camille Jenatzy zweimal den Landgeschwindigkeitsrekord (17. Januar 1899: 66,66 km/h und 27. Januar 1899: 80,35 km/h).
Der Begriff Dogcart wird ebenso verwendet für einen leichten, zweiräderigen Wagen, der von einem Hund oder einem Pferd gezogen wird.

## Kunst und Literatur

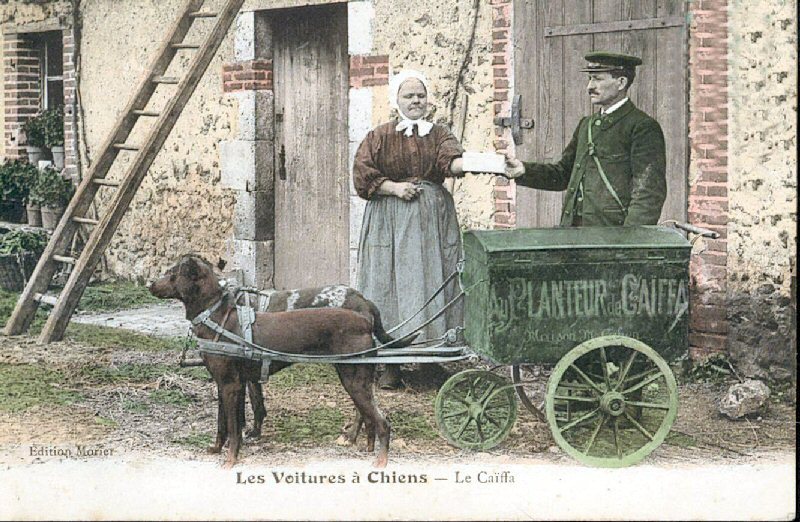
Hundewagen, Frankreich 1905
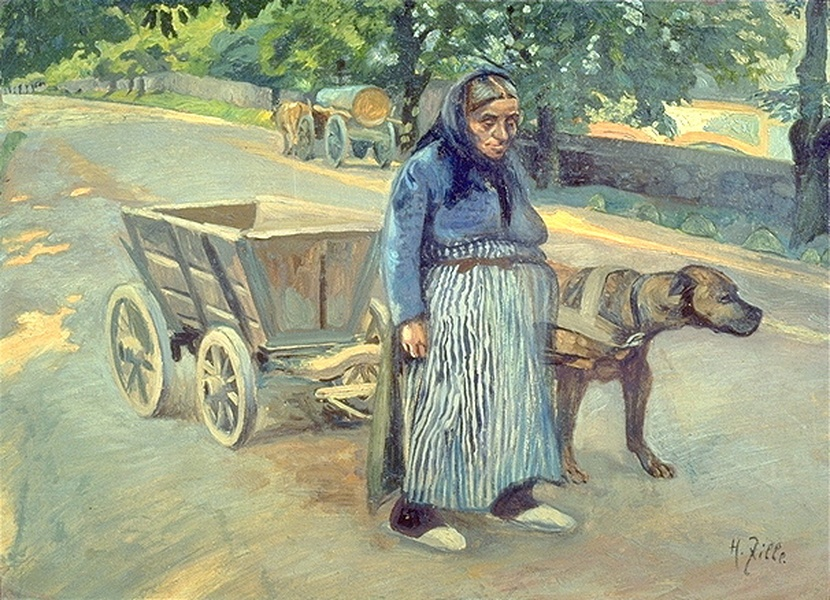
Heinrich Zille: Alte Frau mit Hundefuhrwerk (vor 1910?)

Adolph von Menzel schuf 1868 ein Gemälde mit dem Titel Der Ziehhund und die Katze. Bei Theodor Fontane ist mehrfach von Ziehhunden die Rede, etwa in seinem Roman Irrungen Wirrungen (1888), wo ein Gärtner im Besitz eines solchen Tieres ist. In ihrem autobiographischen Werk Herbstmilch (1985) erwähnt Anna Wimschneider einen Ziehhund; hier ist es ein Eierhändler, der sich der Dienste des Hundes bedient.

## Symbol für sozialen Status
Wie beispielsweise im Heimatkalender des Kreises Hersfeld-Rotenburg beschrieben, galt es früher manchmal als Zeichen für den sozialen Aufstieg, sich ein Hundegespann leisten zu können. Dies war derzeit die Bedeutung für „auf den Hund gekommen“. Meist mussten Händler und Hausierer ihre Waren ansonsten aus eigener Kraft transportieren, auf Schubkarren, Handwagen, Rückentragekörben, einem übergeworfenen Quersack oder boten sie in einem Bauchladen an.
Der Ausdruck „auf den Hund gekommen“ als Redensart hat heute dagegen die Bedeutung von „heruntergekommen“.

## Hundebuggy

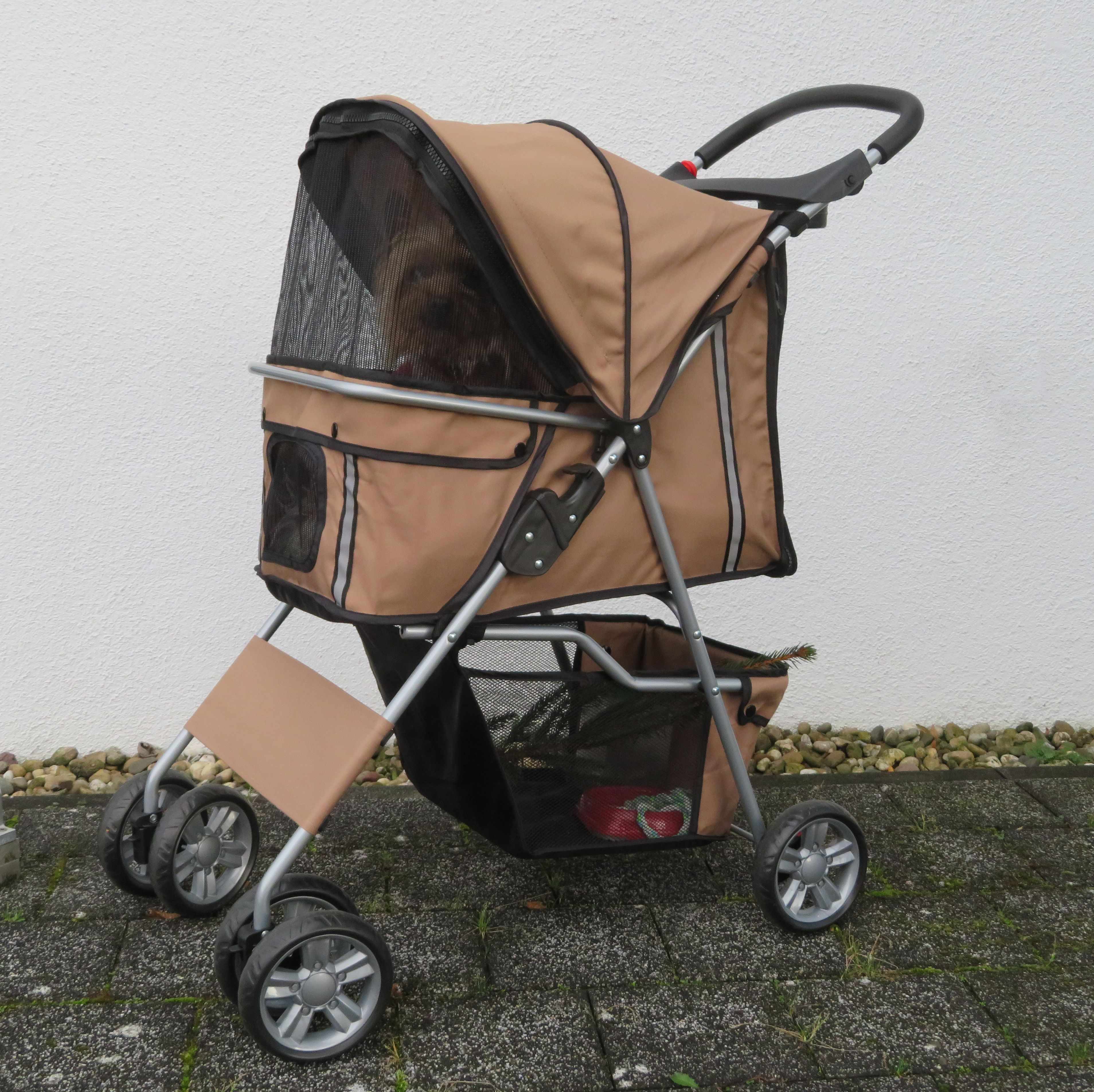
Hundebuggy für kleine Hunde

Unter der Bezeichnung „Pet-Stroller“ oder „Hundebuggy“ gibt es seit jüngerer Zeit kinderwagenartige Hundewagen, in denen alte, schwache und kranke Hunde gefahren werden können.